# Pilea gesnerioides
Pilea gesnerioides är en nässelväxtart som beskrevs av I.A. Grudzinskaya. Pilea gesnerioides ingår i släktet pileor, och familjen nässelväxter. Inga underarter finns listade i Catalogue of Life.